# 치안보완재
현재 OECD 주요국에서는 인력·예산·기술 등의 한계로 발생하는 국가의 행정공동화 현상을 민간과 협업하여 보완하는 작은정부론을 지향하고 있다.
이때 국가의 행정기능을 민간에서 보완하기 위하여 사용되는 모든 유·무형의 자원을행정보완재라 칭한다. 
치안 보완재란 행정 보완재의 한 축으로써 치안삼륜행정이론에 터잡아 사용되는 각종 민간자원이며, 시민의 안녕과 질서 유지 기능을 담당하는 경찰 고유의 치안행정을 민간에서 지원하기 위하여 사용되는 모든 조직, 인력, 기술, 역량, 혁신 등의 도구들을 총칭한다.
이러한 행정 보완재 및 치안 보완재의 개념은 애덤 스미스와 리카도 등의 고전 경제학파에 의해 주창된 작은정부론을 이도현 (박사)가 공익탐정사 제도의 연구를 통하여 세밀히 조각하여 최초로 정의한 것이다.
대표적인 예로 현재 시민의 안녕과 질서유지를 위해 법과 제도도써 안착된 민간 경비, 경호, 보안 분야 등에서 활용되는 시스템 및 도구 등을 들 수 있다.
이러한 민간 자원은 현재 수익자부담이론에 터잡아 민주주의 국가의 효율적 운용을 위한 지원을 하며 훌륭한 역할을 수행하고 있다.